# Malika Bellaribi Le Moal
Malika Bellaribi Le Moal, née le 3 juillet 1956 à Nanterre (France), est une cantatrice d’origine algérienne, surnommée « la diva dans les quartiers », « la diva des cités » ou « la diva des banlieues ». Elle doit sa notoriété à son projet « Une diva dans les quartiers », qui a permis de rendre l’opéra accessible à tous, en particulier dans le milieu populaire.

## Biographie

### Enfance et études
Elle naît en France, dans le bidonville des Pâquerettes au Quartier du Petit-Nanterre, en 1956, alors que la guerre d’Algérie vient de commencer. Son père tient une petite épicerie à Nanterre. Malika est la septième d’une fratrie de neuf enfants. 
À 3 ans, un camion faisant marche arrière la percute et lui brise les jambes, les hanches et le bassin. Les médecins craignent tout d'abord (mais, finalement, à tort) qu'elle ne puisse plus jamais marcher. Durant ses hospitalisations, alors qu'elle est soignée par les sœurs de Saint-Vincent-de-Paul, elle découvre le chant sacré,. 
Elle se forme ensuite au Conservatoire international de musique, puis à l’École normale de musique de Paris[réf. nécessaire].

### Carrière
Après avoir hésité entre le métier de comptable et celui d'artiste lyrique, elle prendra, à 35 ans, la décision d'embrasser la profession de chanteuse classique. Sa carrière de cantatrice décolle au début des années 1990. 
En 2006, elle est la présidente, dans les régions métropolitaines, du jury des sélections françaises, organisées par France 3, du Concours Eurovision de la chanson, ainsi que la coach vocale des candidats[réf. nécessaire].
Elle est à la tête de l'association Voix en Développement, qui forme chaque année les habitants des quartiers les plus populaires de France au chant lyrique. Sa troupe, composée d'instrumentistes et de solistes professionnels, mais aussi de chœurs amateurs, produit chaque année un opéra différent pour une quinzaine de dates en France et en Europe[réf. nécessaire].
Elle a collaboré avec Eric Sprogis, Jean-Michel Henry, Caroline Dumas.

## Distinctions
- 2011 : Prix Clarins de la femme dynamisante[3].
- 2016 :  Chevalière de la Légion d'honneur[9],[10].
- 2017 :  Officière de l'ordre des Arts et des Lettres[11] ; 2012 : Chevalière de l'Ordre des Arts et des Lettres[12].
- 2019 :  Officière de l'ordre national du Mérite[13] ; 2009 Chevalière de l'Ordre national du Mérite[14],[15].

## Télévision
- Son autobiographie est adaptée en 2020 par Christian Faure pour la télévision, sous le même titre (Les Sandales blanches), avec Anaïs Taggueb dans le rôle de Malika enfant, et Amel Bent dans celui de Malika adulte. Le téléfilm est diffusé pour la première fois le lundi 25 janvier 2021, sur France 2.